# Famille de Nanton
Pour les articles homonymes, voir Nanton (homonymie).

Armes de la maison de Nanton.

La famille de Nanton est un lignage noble de Bourgogne qui, outre Nanton, posséda plusieurs fiefs parmi lesquels la seigneurie de Cruzille, en Haut-Mâconnais, et celle de Nobles (aujourd'hui sur le territoire de la commune de La Chapelle-sous-Brancion).
Elle avait pour armes : « De sinople à la croix d'or ».
En l'église Notre-Dame de Lancharre (Chapaize) est visible la pierre tombale de Fauquette de Nanton, morte en 1326.

## Pour approfondir